# The Soft Parade
„The Soft Parade“ е четвъртият студиен албум на американската група Доорс.
Албумът е посрещнат със смесени чувства от феновете и критиката, тъй като са включени духови и струнни инструменти. Осен това феновете се оплакват, че „The Soft Parade“ следва формулата на предишните албуми и не е иновативен. С течение на годините обаче, това мнение отслабва.
Албумът се различава от предишните с това, че по-голямата част от песните са написани от Роби Кригър, тъй като Джим Морисън работи по книгите си с поезия. Това е първият албум, в който авторите на песните са посочени поотделно.
След този албум, групата се завръща към по-простото звучене с „Morrison Hotel“ и „L.A. Woman“.

### Бонус песни към пре-издадения през 2006 диск
1. „Who Scared You“ – 3:58 (Същата версия на „Essential Rarities“)
2. „Whiskey, Mystics and Men“ (version 1) – 2:28 (Същата версия на „Essential Rarities“)
3. „Whiskey, Mystics and Men“ (version 2) – 3:04
4. „Push Push“ – 6:05
  - Неиздаван преди джем
5. „Touch Me“ (диалог) – 0:28
6. „Touch Me“ (take 3) – 3:40

### Сингли
Докато от първите три албума са издадени по два сингъла, от „The Soft Parade“ са издадени четири.
- „Touch Me / Wild Child“ (#3, декември 1968)
- „Wishful, Sinful / Who Scared You?“ (#44, март 1969)
- „Tell All the People / Easy Ride“ (#57, юни 1969)
- „Runnin' Blue / Do It“ (#64, септември 1969)

## Състав
- Джим Морисън – вокал
- Роби Кригър – китара, вокал (на „Runnin' Blue“)
- Рей Манзарек – клавишни, бас
- Джон Дензмор – барабани

и
- Къртис Ейми – саксофон (на „Touch Me“)
- Рейнол Андино – конга
- Джордж Бонан – тромбон
- Харви Брукс – бас (на песни 1, 2, 6 и 8)
- Джими Бюканън – цигулка (на „Runnin' Blue“)
- Дог Лубан – бас
- Джеси МакРейнълдс – мандолина
- Чамп Уеб – английски рог
- Пол Харис – орестрална аранжировка (на песни 1, 2, 6 и 8)